# 徳島県道296号助上那賀線
徳島県道296号助上那賀線（とくしまけんどう296ごう すけかみなかせん）は、徳島県那賀郡那賀町を通る一般県道である。

## 概要
那賀郡那賀町木頭から那賀郡那賀町海川に至る。

### 路線データ
- 起点：那賀郡那賀町木頭（国道195号交点）
- 終点：那賀郡那賀町海川（国道193号交点）
- 総延長：10.664 km[1]

## 歴史
- 1959年（昭和34年）1月31日 - 徳島県道177号助上那賀線として認定。
- 1972年（昭和47年）3月10日 - 現在の徳島県道296号助上那賀線として再認定。

## 路線状況

### 道路施設

#### 橋梁
- 海川口橋（那賀川、那賀郡那賀町）

## 地理

### 通過する自治体
- 徳島県
  - 那賀郡那賀町

### 交差する道路
| 交差する道路                           | 交差する場所 | 交差する場所 |
| -------------------------------------- | ------------ | ------------ |
| 国道195号                              | 木頭         | 起点         |
| 国道193号 徳島県道253号山川海南線 重複 | 海川         | 終点         |

### 沿線
- 那賀川
- 海川谷川
- 海川郵便局
- 十二弟子峠